# Neumühle (Diebach)
Neumühle ist ein Gemeindeteil der Gemeinde Diebach im Landkreis Ansbach (Mittelfranken, Bayern). Neumühle liegt in der Gemarkung Bellershausen.

## Geografie
Die Einöde liegt am mittleren Wohnbach, einem rechten Zufluss der Tauber. 0,5 km südlich liegt das Seefeld. Im Norden gibt es eine Erhebung der Schillingsfürst-Wettringer Hardt, die Teil der Frankenhöhe ist. Ein Anliegerweg führt zu einer Gemeindeverbindungsstraße (0,2 km nördlich), die nach Bellershausen zur Staatsstraße 2247 (1 km westlich) bzw. nach Wohnbach verläuft (0,7 km östlich).

## Geschichte
Mit dem Gemeindeedikt (frühes 19. Jahrhundert) wurde Neumühle dem Steuerdistrikt und der Ruralgemeinde Bellershausen zugeordnet. Im Zuge der Gebietsreform in Bayern wurde Neumühle am 1. Mai 1978 nach Diebach eingemeindet.

## Einwohnerentwicklung
| Jahr      | 001818 | 001840 | 001861 | 001871 | 001885 | 001900 | 001925 | 001950 | 001961 | 001970 | 001987 |
| Einwohner | 6      | 8      | 9      | 7      | 6      | *      | *      | *      | *      | 3      | 1      |
| Häuser    | 1      | 2      |        |        | 2      | *      | *      | *      | *      |        | 1      |
| Quelle    | [ 7 ]  | [ 8 ]  | [ 9 ]  | [ 10 ] | [ 11 ] | [ 12 ] | [ 13 ] | [ 14 ] | [ 15 ] | [ 16 ] | [ 1 ]  |

## Religion
Der Ort ist römisch-katholisch geprägt und bis heute nach St. Laurentius (Bellershausen) gepfarrt. Die Protestanten sind nach St. Kilian (Schillingsfürst) gepfarrt.